# Chiffre de Beaufort
Pour les articles homonymes, voir Beaufort.
 (août 2017).
Améliorez-le ou discutez des points à vérifier. 
En cryptographie, le chiffre de Beaufort est une méthode de chiffrement dérivée du chiffre de Vigenère et popularisée par l'amiral britannique Sir Francis Beaufort. Ce chiffre aurait été publié après sa mort par son frère ; néanmoins, il semblerait qu'il ait en fait été inventé par Jean Sestri vers 1710,.
Cette variante consiste à soustraire le message clair de la clef, au contraire du chiffre du Vigenère qui additionne la clef au message clair.

## Variante allemande
Il existe une variante allemande du chiffre de Beaufort, qui consiste à soustraire la clef du message clair, au lieu de soustraire le message clair de la clef.